# Docks Torino Dora
I Docks Torino-Dora (meglio noti come Docks Dora o magazzini Dora) sono un vecchio complesso di magazzini generali posto nel quartiere di Barriera di Milano, alla periferia nord di Torino.
L'impianto mercantile, raccordato in origine alla ferrovia Torino-Milano, risulta ormai dismesso dagli anni sessanta e nel corso dei decenni il complesso è stato adibito a molteplici scopi, quali ad esempio attività commerciali, di terziario, culturali e di intrattenimento.

## Storia

### Le origini dei magazzini Dora
I magazzini Dora furono costruiti fra il 1912 e il 1914, in concomitanza con la nuova cinta daziaria di Torino (la cosiddetta cinta Rossi, anch'essa del 1912). L'area scelta per la loro costruzione non fu casuale, in quanto prossima sia alla ferrovia per Milano sia a molte delle più grandi industrie cittadine dell'epoca. Il quartiere Barriera di Milano (nel quale i Docks si collocano) infatti si era sviluppato dopo la seconda metà dell'Ottocento fuori dalla cinta daziaria del 1853 in virtù della presenza di numerosi canali e bialere fondamentali per la fornitura di energia idraulica, in quell'asse di sviluppo industriale verso nord che si era generato dall'area protoindustriale di Borgo Dora.
Al pari dei coevi Docks Porta Nuova, il nuovo impianto mercantile offriva servizio di custodia e conservazione merci - soprattutto generi alimentari - in franchigia daziaria. Le merci infatti entravano all'interno della nuova cinta daziaria, ampliata appunto nel 1912, senza dovere pagare il dazio, e potevano essere rivenduti già all'interno della città, con un vantaggio economico per gli operatori che avevano la loro sede all'interno dei Docks Dora. Diverse furono le funzioni assolte dai magazzini, che fra l'altro contavano torrefazioni e attività di lavorazione enologica e dolciaria, oltre a numerose aziende che producevano il Vermouth. I locali interrati ospitavano vini e formaggi, mentre una ghiacciaia occupava un'intera manica e riforniva di ghiaccio la città. I vagoni, inoltre, giungevano nello scalo grazie a un raccordo con la rete ferroviaria e un sistema di binari a giro, che permettevano di scaricare le merci direttamente in banchina.
I magazzini generali rimasero in attività per tutto il primo Novecento e per un paio di decenni del secondo dopoguerra, andando incontro alla dismissione negli anni sessanta.

### I Docks Dora e l'era post-industriale

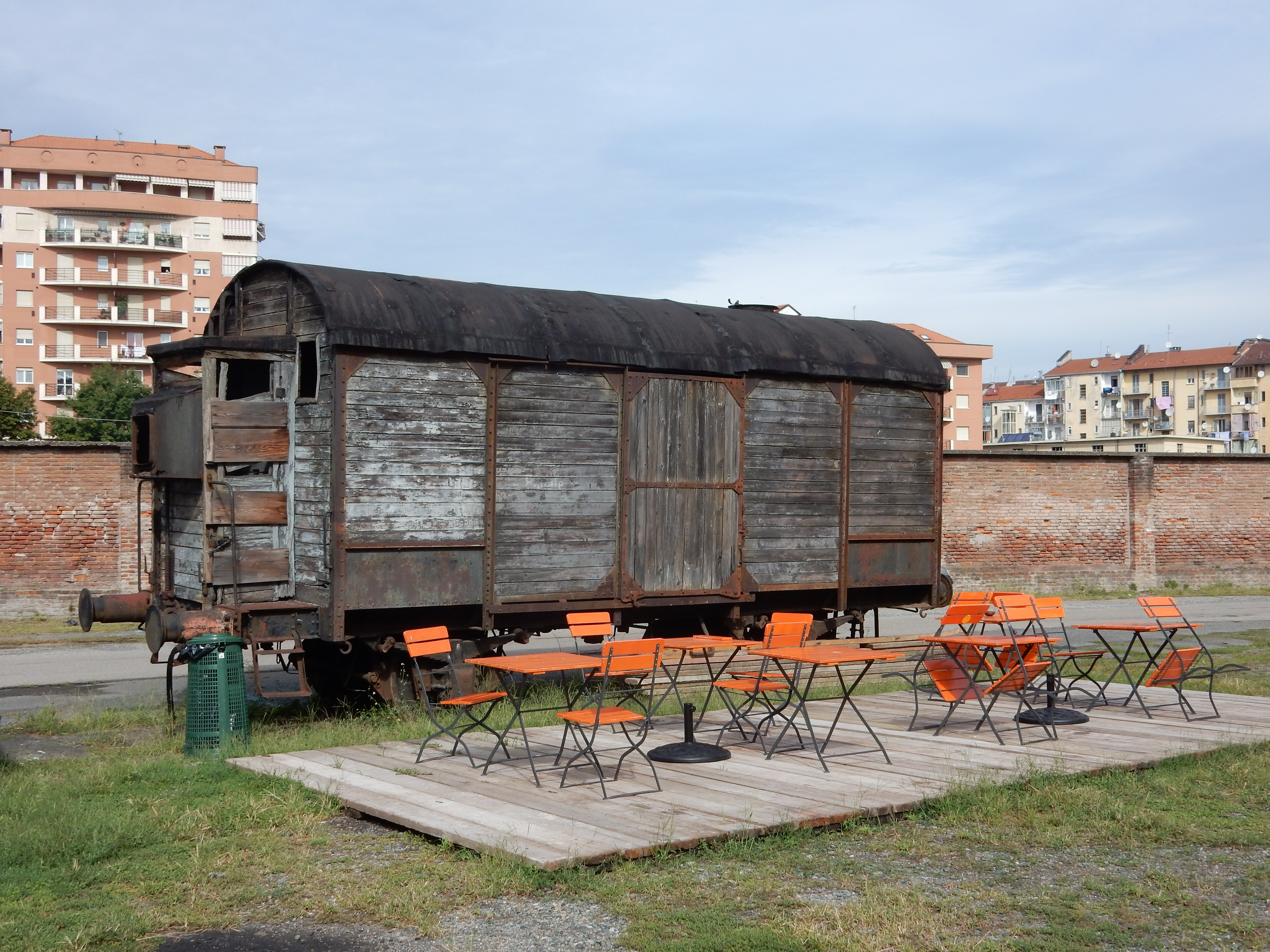
Vecchio vagone ferroviario, usato per trasportare il Vermut, adibito a spazio birreria

Ormai dismessi dalla loro funzione originaria, i Docks Dora non tardarono a rianimarsi di vita nei decenni successivi. Al loro interno, a partire dagli anni ottanta, si contano diversi generi di attività che da ambiti quali il commercio e il terziario spaziano in manifestazioni artistico-culturali e forme di intrattenimento.
Sede di gallerie d'arte contemporanea, circoli privati, studi di artisti e musicisti, sale di prova e di registrazione, studi di architettura, locali notturni, birrerie ed altro ancora sono ospitati all'interno dell'area dei vecchi magazzini.
Vale la pena, a tal proposito, ricordare i club notturni che hanno animato le serate dei Docks, locali particolarmente cari alla scena musicale torinese e al nightclubbing degli anni novanta. A cavallo fra i due secoli i Docks Dora furono un vero e proprio punto di riferimento per la cultura underground e postindustriale di Torino.

## Stile e architettura

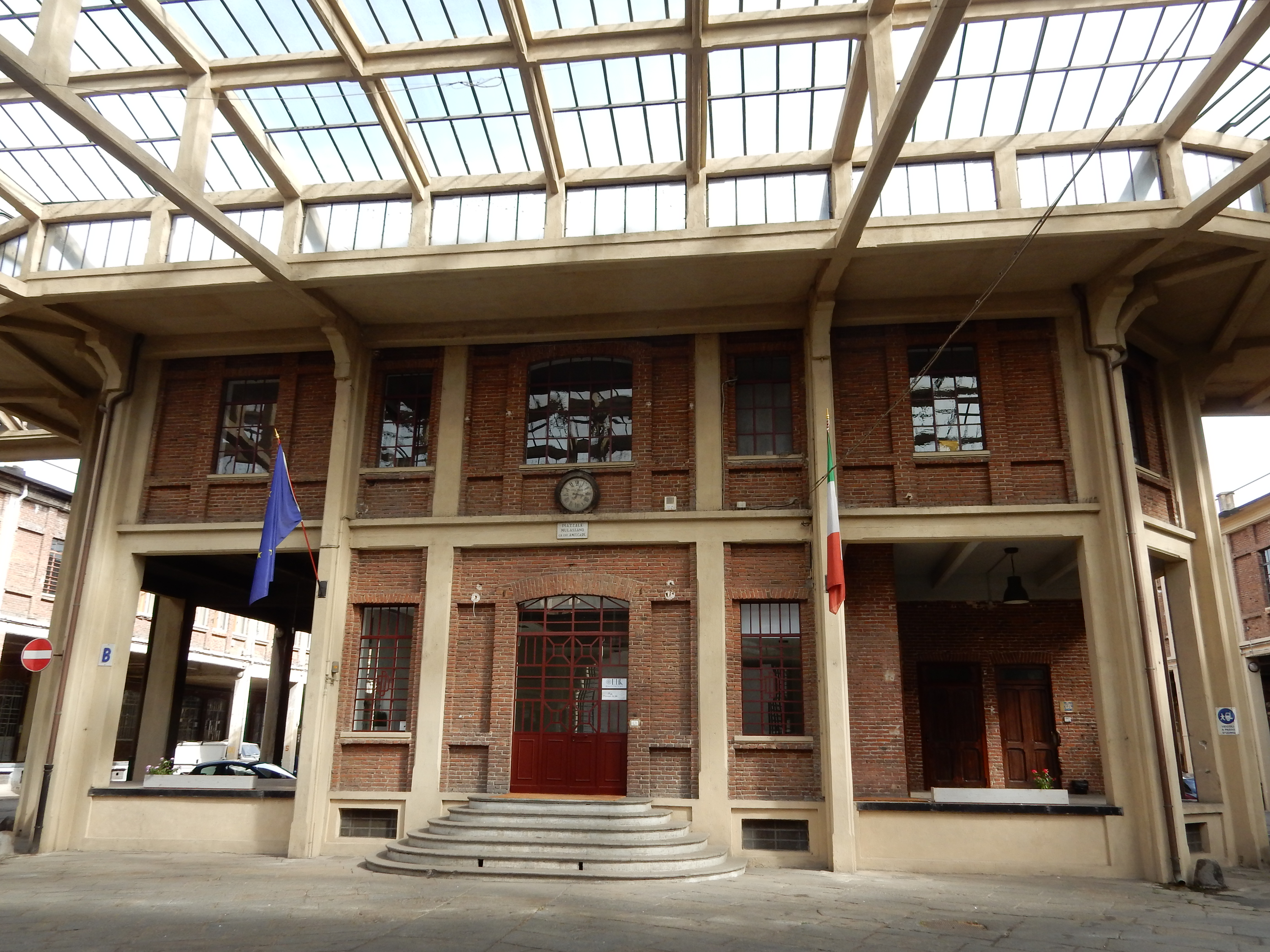
Ingresso dei Docks Dora con il velario superiore in ferro vetro e cemento

A seguito di una delibera comunale datata 30 ottobre 1912, la Società anonima Cooperativa dei Docks Torino-Dora costituì i nuovi magazzini generali a nord del fiume Dora, affidandosi alla progettazione dell'ing. Ernesto Fantini e alla costruzione edile dell'impresa Porcheddu. L'impresa Porcheddu all'epoca era concessionaria del sistema Hennebique, un innovativo sistema edilizio basato sui primi utilizzi del calcestruzzo armato; fu proprio a questo sistema che si ricorse nella costruzione dei Docks Dora.
Il corpo dell'edificio, i cui prospetti si presentano in mattoni rossi a vista, di chiara ispirazione inglese, risulta diviso in due aree principali: quella a sud, formata da tre padiglioni che si affacciano direttamente su via Valprato, e un quarto padiglione a nord dei primi tre, e quella a nord, nella parte retrostante del complesso, composta da fabbricati paralleli di differenti altezze. La facciata su via Valprato è scandita dall'alternanza di paraste e solette tinteggiate color crema e muri in mattoni pieni a vista, di semplice impianto decorativo, essendo un edificio di servizio, eccezion fatta per le finestre al primo piano dei corpi esterni con decorazioni a "raggera" .
Di particolare rilievo è l'ingresso principale sulla facciata, su cui campeggia la scritta "Magaz. Dora MCMXII".
 
Molto suggestiva e dotata di portineria, con soprastante orologio, quest'area è coperta da un elegante velario in vetro e calcestruzzo armato, che, grazie alle sue complesse strutture reticolari, consente un'illuminazione diffusa nella zona d'accesso. Anche i padiglioni a cui si accede dall'ingresso riportano la suddivisione tra intonaci crema e mattoni a vista, evidenziando la struttura costruttiva in calcestruzzo armato. I ferri battuti alle finestre riportano il simbolo deile due "D" intrecciate delle iniziali dei magazzini.
Oggi i Docks Dora ospitano attività commerciali, studi d'artista, studi di architettura, spazi creativi e coworking. I loro dintorni ha svolto un ruolo importante nelle serie televisiva Netflix, Guida astrologica per cuori infranti, che ha dato all'edificio una certa visibilità fuori da Torino all'estero.

## I Docks e la produzione di Vermut, Vini e Liquori
La vocazione come sede di attività legate alla pasticceria, all'enologia e alla lavorazione di alimenti in genere, caratterizzò i Docks Dora come sede di numerosi laboratori o fabbriche di liquori, vini e vermut, bevanda di Torino, assai diffusa in Italia e all'estero.
Si sono attestate almeno quattro imprese che producevano Vermut e liquori
- Conti Radicati, che produceva vermut e numerosi liquori (Marsala, crema Marsala all'uovo, alla fragola,  al caffè, Ovocrema, aperitivo Americano, Aperitivo China Calissaja, etc) sotto il nome di Cevi Spa[19].
- Distillerie Subalpine, fondata nel 1920 che produceva Grappa Malvasia, Vermut Piemonte e bianco subalpino, Cognac, Barolo Chinato[20]. Il marchio è stato rilevato nel 2020 da Affini che esattamente un secolo dopo ha rilanciato delle bottiglie "Distillerie Subalpine"[21].La ditta "distillerie subalpine" fu fondata dalla famiglia Levi e da Adamo Levi, padre di Rita Levi Montalcini[22]( i Levi erano una famiglia ebrea, e probabilmente facevano parte di quei Levi che erano dei "grapat", distillatori ambulanti che dalle valli alpine di San Giacomo o Valle Spluga emigravano stagionalmente nelle zone vinicole del Piemonte distillando grappa[23])
- Mulassano: il noto marchio del caffè storico in piazza Castello produceva infatti il suo Vermouth[8] e aveva i laboratori ai Docks Dora
- Pietro Occhetti, grosso produttore e distributore di vino, che aveva numerose ditte che cambiarono nome nel tempo. I discendenti sono ancora in parte proprietari dei Docks Dora ed è ancora presente una ditta che commercializza vino

Vi erano anche almeno un produttore di vini, la Ditta Beccaris Baudino. La Fratelli Maraschi, prima di unirsi con la Quirici, aveva stabilimenti e uffici presso i Docks Dora; nel dopoguerra diventata Maraschi e Quirici spostò parte dalla produzione in via Palestrina, sempre in quartiere Barriera di Milano, lasciando però alcuni magazzini ai Docks. La Maraschi e Quirici è una azienda ancora esistente che dal 2003 si è trasferita a Riva presso Chieri
All'interno del complesso sono presenti, sebbene non evidenti, testimonianze della produzione vinicola e liquoristica che ha caratterizzato Torino per più di duecento anni.